# ساوا فاوکوفسکا
ساوا فاوکوفسکا (لهستانی: Sawa Fałkowska؛ زادهٔ ۶ سپتامبر ۱۹۸۳) بازیگر اهل لهستان است.
از فیلم‌ها یا مجموعه‌های تلویزیونی که وی در آن‌ها نقش داشته است، می‌توان به تیم، مأموریت افغانستان، در خوشی و سختی، طایفه، نامه به بابا نوئل ۲ و دوچرخه پدرم اشاره نمود.